# Brat Franjo
Brat Franjo, hrvatski katolički dvomjesečnik. Izdanje je ilustrirano i u bojama.

## Povijest
Osnovan je 1977. godine. Od 1977. do 1982. godine izdavač je bio Provincijalat Franjevačke provincije sv. Jeronima. Od 1982. godine izdavač je Hrvatska franjevačka provincija sv. Ćirila i Metoda. Uređivali su ga Franjo Vlašić, Zvonimir Kornelije Šojat i Antica-Nada Ćepulić.